# Walter Fonseca
Walter David Fonseca (Santa Fe, Provincia de Santa Fe, Argentina, 16 de enero de 1980) es un exfutbolista argentino que jugó como Defensa.

## Trayectoria
Oriundo de Santa Fe, se formó en las divisiones inferiores de Banfield, en donde debutó durante la temporada 2000. En la temporada 2000-01 formó parte del ascenso a Primera División, teniendo como compañeros a José Luis Sánchez, Cristian Lucchetti, Carlos Fabián Leeb, Martín Mazzucco, entre otros.
Tras su paso por El Taladro, pasó a equipos de la Primera B Nacional como Gimnasia y Esgrima (CdU) y Alvarado. En el primer semestre de 2005 tiene su única experiencia en el extranjero, defendiendo los colores de Deportes Temuco de la Primera División de Chile. En el equipo albiverde fue compañero de Lucas Barrios, Esteban Figún, Alejandro Figueroa, Luis Vásquez, Patricio Lira, Matías Marchesini, entre otros,jugando 19 partidos y marcando un gol, ante Deportes Puerto Montt de visita.
Luego de 6 meses, regresa a su país natal, defendiendo los colores de Estudiantes por dos temporadas, El Porvenir, Cañuelas y Juventud de Pergamino, donde se retiró al fin de la temporada 2009-10.

## Clubes
| Club                     | País      | Año       |
| ------------------------ | --------- | --------- |
| Banfield                 | Argentina | 2000-2003 |
| Gimnasia y Esgrima (CdU) | Argentina | 2003-2004 |
| Alvarado                 | Argentina | 2004      |
| Deportes Temuco          | Chile     | 2005      |
| Estudiantes              | Argentina | 2005-2007 |
| El Porvenir              | Argentina | 2007-2008 |
| Cañuelas                 | Argentina | 2008-2009 |
| Juventud de Pergamino    | Argentina | 2009-2010 |

## Palmarés
| Título             | Club     | País      | Año     |
| ------------------ | -------- | --------- | ------- |
| Primera B Nacional | Banfield | Argentina | 2000-01 |